# Öradasjön
Öradasjön är en sjö i Halmstads kommun i Halland och ingår i Nissans huvudavrinningsområde.